# Revisions
Revisions (яп. リヴィジョンズ Рибидзёндзу, Ревизии) — оригинальный аниме-сериал Горо Танигути от студии Shirogumi, вышедший в 2019 году. На его основе были выпущены также манга, ранобэ и игра для мобильных.

## Сюжет
Когда Дайсукэ Додзима был ребёнком, он был похищен. Сейчас он учится в старшей школе и вместе с друзьями оказался втянут в таинственное явление под названием «Сибуйский дрифт», переместившим центральную часть Сибуи на 300 лет в будущее. Там они сталкиваются с противниками «ревизиями», использующими механических монстров. Дайсукэ с друзьями начинают сражаться с ними.

## Медиа

### Аниме
Fuji TV анонсировала сериал в ходе прямой трансляции в марте 2018 года. Режиссёром стал Горо Танигути, сценарий написали Макото Фуками и Таити Хасимото, производством анимации занята студия Shirogumi. Дизайн персонажей для сериала создал Сунао Тикаока, а анимацию CG — Дзюн Сираи. Адзуса Кикути написала музыку для сериала. Из прочих членов съёмочной группы можно отметить Ёхэя Араи (дизайн меха), Макото Сирату (концепт-художник фонов), Ютаку Ониси (заведующий по матте), Рю Сакамото (арт, сеттинг) и Акэми Нагао (тонмейстер). Начальная тема сериала Wagamama de Gomakasanaide исполнена The Oral Cigarettes. Завершающая тема — Curtain Call в исполнении Weaver.
Премьера сериала прошла на телеканале Fuji TV в блоке +Ultra с 10 января по 28 марта 2019 года. По всему миру трансляция проходила на сервисе Netflix.

### Прочее
На основе аниме были выпущены манга и ранобэ. Публикация манги началась в январском выпуске 2019 года журнала Monthly Shonen Sirius издательства Kodansha, вышедшем 26 ноября 2018 года. За иллюстрации в манге отвечает Куро, а сюжет — Дзинроку Мёгая. Манга состоит из двух томов, второй и последний том вышел 8 августа 2019 года.
Ранобэ издается Hayakawa Publishing, первый том вышел в декабре 2018 года. Книги публикуются под именем Ко Кимура, что является настоящим именем Дзинроку Мёгаи. Планируется выход трёх книг.
На основе аниме также была выпущена мобильная игра для iOS и Android с элементами тактической стратегии под названием revisions next stage. Игра была запущена 30 октября 2019 года. Её сюжет разворачивается 15 лет спустя после событий аниме. Игра была закрыта, а сервера остановлены 12 августа 2020 года.

## Критика
Патрик Фрай в обзоре для Monsters and Critics сравнил это научно-фантастическое аниме с исэкаями, только в этот раз в новый мир перемещается целый город с помощью перемещения во времени. И хотя он похвалил развитие персонажей, сюжетные повороты и CGI-анимацию, он отметил, что самым главным недостатком стал Дайсукэ, чей комплекс героя делает первые 8 серий раздражающими.

## Примечание
1. 1 2 3  Fuji-TV Reveals Revisions Anime With Goro Taniguchi, Shirogumi. Anime News Network (8 марта 2018). Дата обращения: 8 марта 2018. Архивировано 17 мая 2019 года.
2. 1 2  Revisions Anime Reveals Promo Video, Visual, Additional Cast. Anime News Network (4 декабря 2018). Дата обращения: 4 декабря 2018. Архивировано 27 марта 2019 года.
3. ↑  Revisions Anime's New TV Ad Reveals, Previews Weaver's Ending Theme. Anime News Network (23 декабря 2018). Дата обращения: 23 декабря 2018. Архивировано 25 января 2021 года.
4. ↑  Revisions Anime's Video Reveals Cast, Visual, Netflix Worldwide Exclusive Streaming. Anime News Network (7 июля 2018). Дата обращения: 19 августа 2018. Архивировано 11 октября 2020 года.
5. 1 2  Jennifer Sherman. Revisions Anime Gets Manga, Novel Adaptations (англ.). Anime News Network (9 октября 2018). Дата обращения: 31 августа 2020. Архивировано 3 ноября 2020 года.
6. ↑  Rafael Antonio Pineda. Revisions Science Fiction Manga Ends (англ.). Anime News Network (27 июня 2019). Дата обращения: 31 августа 2020. Архивировано 13 августа 2020 года.
7. 1 2  テレビアニメ「revisions リヴィジョンズ」の15年後を描くスマホ向け新作ゲーム「revisions next stage」プレイインプレッション (яп.). www.4gamer.net (31 октября 2019). Дата обращения: 31 августа 2020. Архивировано 17 июля 2020 года.
8. ↑  Rafael Antonio Pineda. Revisions Anime Inspires iOS/Android Game This Year (англ.). Anime News Network (10 января 2019). Дата обращения: 31 августа 2020. Архивировано 28 января 2021 года.
9. ↑  「revisions next stage」の正式サービス開始日が10月30日に決定。事前登録数25万件達成に伴い，「コア」3000個などをプレゼント (яп.). www.4gamer.net (31 октября 2019). Дата обращения: 31 августа 2020. Архивировано 22 декабря 2019 года.
10. ↑  「revisions next stage」のサービスが8月12日12：00をもって終了 (яп.). www.4gamer.net (10 июня 2020). Дата обращения: 31 августа 2020. Архивировано 20 сентября 2020 года.
11. ↑  Revisions Season 2 release date on Netflix: Revisions manga, light novel series launched alongside anime. Monsters and Critics (17 мая 2019). Дата обращения: 17 мая 2019. Архивировано 14 апреля 2020 года.